# Grailknights
Grailknights est un groupe allemand de death metal mélodique et power metal, originaire de Hanovre.

## Histoire

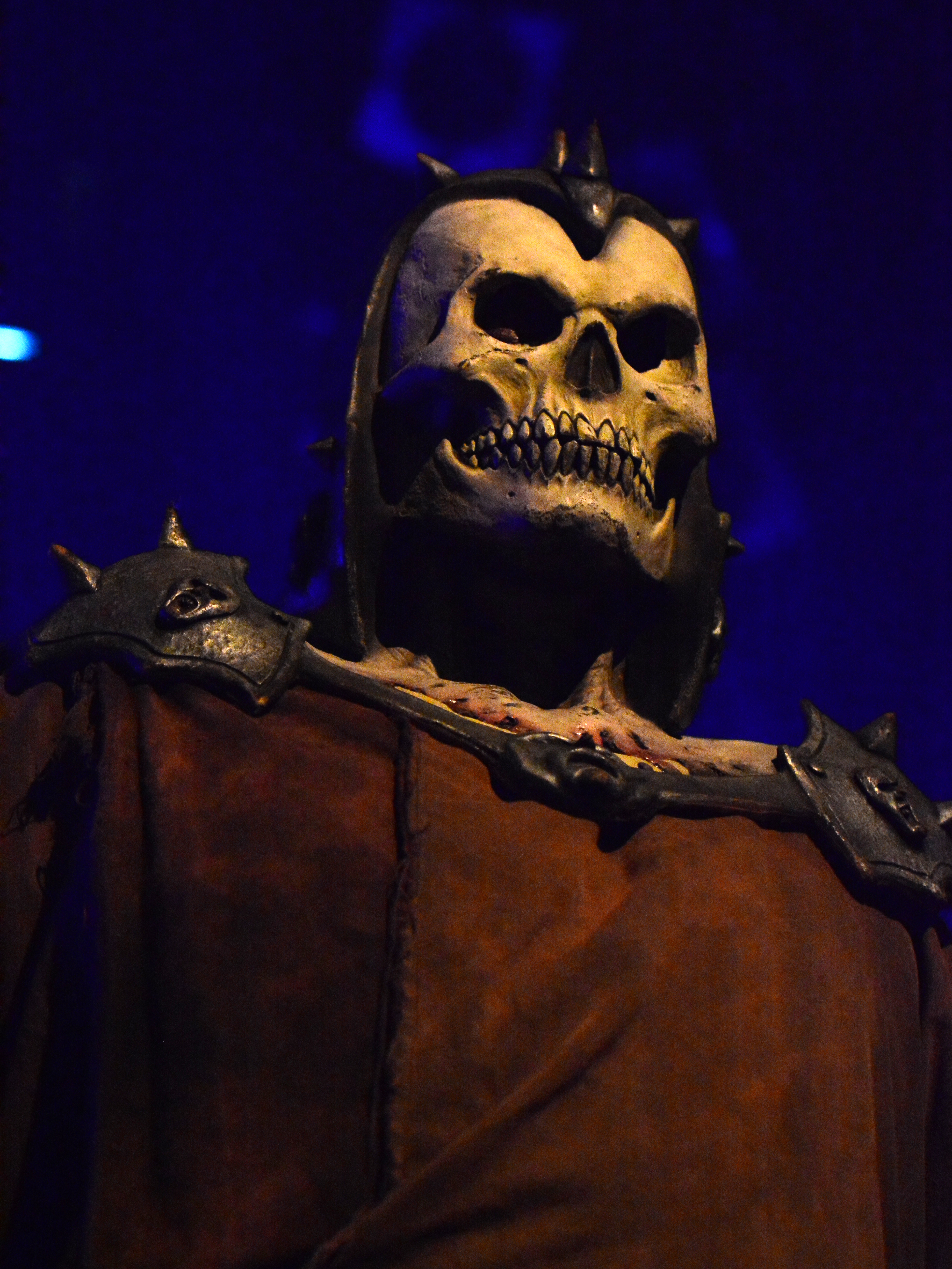
Dr. Skull en 2014.

Le groupe est formé fin 2002 par des musiciens de Wunstorf et de Hanovre sous le nom de Galactic Grailknights. Après quelques concerts locaux, le premier album auto-produit, Across the Galaxy, sort en 2004. Le mot « Galactic » avait déjà disparu du nom du groupe. Des concerts suivent dans tout le nord de l'Allemagne. Le deuxième album, Return to Castle Grailskull, est déjà presque terminé à ce moment-là, et sort en 2006. Le 24 juin 2008 sort le troisième album Alliance, qui n'est au début disponible que sur le site web du groupe. En automne 2008, les Grailknights accompagnent le groupe suédois de power metal Sabaton en première partie de leur tournée européenne. En novembre 2009, les Grailknights effectuent leur première tournée européenne en tant que tête d'affiche, soutenus par le groupe américain de power metal Zandelle. En plus de quelques concerts en Allemagne, le groupe se produit au Danemark, en Pologne et en Belgique.
En février 2010, le groupe annonce le départ du batteur Duke of Drumington. Le 10 mars 2010, il est annoncé que le nouveau batteur Matthias « Metalmachine » Liebetruth (batteur de Running Wild depuis 2002) avait été engagé et qu'il se produisait sous le pseudonyme de « Baron van der Blast ». Le 16 décembre 2010, le premier DVD live du groupe, intitulé Live at the Gates of Grailham City, sort. Le 4 mars 2011, le groupe annonce le départ de Lord Lightbringer en avril, idem pour le 9 juillet 2011 avec Mac Death pour des raisons personnelles. Pour remplacer Lord Lightbringer, Sovereign Storm, qui l'avait déjà remplacé, reprendra sa place. Début décembre 2014, les « nouveaux » Knights se présentent lors de la croisière Sabaton. Les nouveaux venus étaient le comte Cranium en remplacement de Mac Death et Earl Quake en tant que guitariste supplémentaire.
En 2014, leur nouvel album Calling the Choir sort sur le label hannovrien Intono Records,,. Au printemps 2016, les Knights partent en tournée en Europe avec Van Canto (tête d'affiche). Ils y visitent des villes comme Londres, Prague, Paris, Vienne et Oberhausen. Le 4 décembre 2016, le groupe annonce le départ d'Earl Quake. Count Cranium passe à la guitare et la basse est reprise par le nouveau Knight Duncan MacLoud. Deux ans plus tard, en 2018, le groupe sort on album Knightfall,.
En 2022, sort l'album Muscle Bound for Glory chez Intono Records et Rough Trade,.

## Discographie

### Albums studio
- 2004 : Across the Galaxy
- 2006 : Return to Castle Grailskull
- 2008 : Alliance
- 2014 : Calling the Choir
- 2018 : Knightfall
- 2022 : Muscle Bound for Glory

### Album live
- 2019 : The Great VHS Battle

### EP
- 2011 : Non Omnis Moriar
- 2016 : Dead or Alive

### DVD
- 2010 : Live at the Gates of Grailham City

### Clips
- 2007 : Moonlit Masquerade
- 2008 : Tranquility's Embrace
- 2013 : Superheromedley
- 2015 : Far and Away
- 2016 : Dead or Alive
- 2016 : Crimson Shades of Glory (feat. Van Canto)
- 2018 : Pumping Iron Power (feat. Joakim Brodén de Sabaton)
- 2021 : Turbo Boost (feat. Ben Metzner de Feuerschwanz et dArtagnan)
- 2022 : Muscle Bound for Glory (feat. Angus McSix)
- 2022 : Powaa!!!